# Джон Рэндольф (актёр)
Джон Рэ́ндольф (англ. John Randolph; 1 июня 1915, Нью-Йорк, Нью-Йорк — 24 февраля 2004, Голливуд, Калифорния) — американский характерный актёр театра, кино и телевидения.

## Биография
Эмануэль Хирш Коэн (настоящее имя актёра) родился 1 июня 1915 года в Бронксе (Нью-Йорк). Его мать звали Дороти (до брака носила фамилию Шорр), этнически она была русской еврейкой; отца звали Луис Коэн, этнически он был румынским евреем. Дороти была страховым агентом, Луис занимался производством шляп. Брата звали Джерри Липпман.
В 1930-х годах юноша проводил свои летние месяцы в исторической деревне Николс (штат Коннектикут), где познакомился с театральной труппой Pine Brook Country Club. Он проникся театральным искусством, начал изучать актёрское мастерство (его преподавателем была известная актриса Стелла Адлер), и в 1938 году состоялся дебют актёра (в 1940 году взял сценический псевдоним Джон Рэндольф) на Бродвее — в постановке «Кориолан».
Во время Второй мировой войны служил в военно-воздушных силах армии США (ветвь военно-воздушных сил, существовавшая с 1941 по 1947 год) в качестве оператора диспетчерской вышки и пожарного.
В 1948 году Рэндольф впервые появился в кино, исполнив маленькую (без указания в титрах) роль полицейского диспетчера в известном фильме «Обнажённый город».
Сразу после начала кинокарьеры Рэндольф (вместе со своей женой Сарой Каннингем) был внесён в «Чёрный список Голливуда». В 1955 году они оба были вызваны в Комиссию по расследованию антиамериканской деятельности для дачи показаний относительно расследований проникновения коммунистов в американскую индустрию развлечений. Впрочем, оба отказались отвечать на вопросы и сослались на Пятую поправку, разрешающую не давать показания против себя. Из-за этих подозрений в прокоммунистических взглядах, вплоть до 1963 года актёр с большим трудом находил себе роли, но после стал появляться в кино и на телевидении часто: с 1963 по 2000 год он снялся в примерно 170 фильмах и сериалах (почти всегда во второстепенных и эпизодических ролях).
В 1988—1991 годах был председателем Национального совета американо–советской дружбы; всю жизнь был убеждённым либерал-демократом и социалистом, членом Коммунистической партии.
Джон Рэндольф скончался 24 февраля 2004 года в Лос-Анджелесе от естественных причин (актёру было 88 лет). Его тело было кремировано, прах захоронен в поселении Топанга (штат Калифорния).
Личная жизнь
В 1945 году Джон Рэндольф женился на актрисе Саре Каннингем. Брак продолжался до самой смерти жены 24 марта 1986 года. От брака остались двое детей: дочь Марта и сын Хэл.

## Премии
- 1987[англ.] — «Тони» в категории «Лучшая мужская роль второго плана в пьесе» за роль в постановке «Прогулка по Бродвею[англ.]»[3].
- 1987 — «Драма Деск» в категории «Лучший актёр второго плана в пьесе» за роль в постановке «Прогулка по Бродвею».

## Избранные бродвейские работы
- 1938 — Кориолан / Coriolanus — римский вестник
- 1940 — Держитесь за свои шляпы / Hold On to Your Hats — диктор на радио
- 1947—1948 — Командное решение / Command Decision — лейтенант Джейк Голдберг
- 1950 — Вернись, маленькая Шеба / Come Back, Little Sheba — молочник
- 1951 — Пер Гюнт / Peer Gynt — кузнец Аслак, герр Тромпетстраале
- 1951—1952 — Золото Калифорнии[англ.] / Paint Your Wagon — Майк Муни
- 1953 — Обслуживание в номерах / Room Service — Гордон Миллер
- 1954 — Всё лето напролёт / All Summer Long — Гарри
- 1954—1955 — Дом цветов[англ.] / House of Flowers — капитан Джонас (замена основного актёра)
- 1955 — Время твоей жизни[англ.] / The Time of Your Life — МакКарти
- 1955 — Парни и куколки / Guys and Dolls — Натан Детройт
- 1957—1958 — Мисс Изобель / Miss Isobel — Говард
- 1958 — Визит / The Visit — шеф полиции Шульц
- 1959—1963 — Звуки музыки / The Sound of Music — Франц
- 1963 — Мамаша Кураж и её дети / Mother Courage and Her Children — офицер-вербовщик, солдат, крестьянин
- 1980 — Американские часы / The American Clock — Мо Баум
- 1986—1988 — Прогулка по Бродвею[англ.] / Broadway Bound — Бен Эпштейн
- 1990—1991 — Прелюдия к поцелую[англ.] / Prelude to a Kiss — старик

## Избранная фильмография

### Широкий экран
- 1966 — Вторые / Seconds — Артур Хэмилтон (Антиох «Тони» Уилсон), бизнесмен
- 1968 — Сладкий яд[англ.] / Pretty Poison — Мортон Азенауэр
- 1969 — Первый номер[англ.] / Number One — Джим Саутерд
- 1969 — Весело, весело[англ.] / Gaily, Gaily — отец
- 1970 — Жил-был обманщик / There Was a Crooked Man… — Сайрус МакНатт
- 1971 — Небольшие убийства[англ.] / Little Murders — мистер Чемберлен
- 1971 — Бегство с планеты обезьян / Escape from the Planet of the Apes — председатель
- 1972 — Завоевание планеты обезьян / Conquest of the Planet of the Apes — председатель комиссии
- 1973 — Серпико / Serpico — Сидни Грин, начальник полиции
- 1974 — Землетрясение / Earthquake — Льюис, мэр города
- 1976 — Независимость[англ.] / Independence — Сэмюэл Адамс (к/м)
- 1976 — Кинг-Конг / King Kong — капитан Росс
- 1978 — Небеса могут подождать / Heaven Can Wait — бывший владелец
- 1982 — Фрэнсис / Frances — добрый судья
- 1985 — Честь семьи Прицци / Prizzi's Honor — Анжело «Поп» Партанна
- 1989 — Рождественские каникулы / National Lampoon's Christmas Vacation — Кларк Грисуолд-старший
- 1990 — Братья-сёстры, соперники-соперницы / Sibling Rivalry — Чарльз Тёрнер-старший
- 1991 — Железный лабиринт[англ.] / Iron Maze — мэр Пелузо
- 1998 — Дороже рубинов[англ.] / A Price Above Rubies — ребе Моше
- 1998 — Вам письмо / You've Got Mail — Шайлер Фокс
- 2000 — Секс, наркотики и Сансет Стрип / Sunset Strip — мистер Нидерхаус

В титрах не указан
- 1948 — Обнажённый город / The Naked City — полицейский диспетчер
- 1951 — Четырнадцать часов / Fourteen Hours — пожарный
- 1976 — Вся президентская рать / All the President's Men — Джон Митчелл (озвучивание)

### Телевидение
- 1948—1949 — Актёрская студия[англ.] / Actors Studio — мистер Абрамс (в 2 эпизодах)
- 1951 — Телевизионный театр Philco[англ.] / The Philco Television Playhouse — разные роли (в 2 эпизодах)
- 1960 — Пьеса недели[англ.] / The Play of the Week — Гектор Траэрн (в эпизоде The Closing Door)
- 1963 — Ист-Сайд, Вест-Сайд[англ.] / East Side West Side — мистер Кэвэн (в эпизоде Creeps Live Here)
- 1964—1965 — Защитники / The Defenders — разные роли (в 3 эпизодах)
- 1965 — Шоу Пэтти Дьюк[англ.] / The Patty Duke Show — тренер Джонсон (в эпизоде Take Me Out to the Ballgame)
- 1966 — На пороге ночи / The Edge of Night — сержант Кендрик (в эпизоде #1.2620)
- 1967 — Захватчики[англ.] / The Invaders — сержант полиции Эрни Голдхэвер (в эпизоде The Spores)
- 1967 — Миссия невыполнима / Mission: Impossible — Алекс Морли (в эпизоде The Photographer)
- 1967—1973 — Менникс[англ.] / Mannix — разные роли (в 3 эпизодах)
- 1968 — Защитник Джадд[англ.] / Judd, for the Defense — Верн Мерритт (в эпизоде The Worst of Both Worlds)
- 1968—1972 — Бонанза / Bonanza — разные роли (в 3 эпизодах[англ.])
- 1969 — Гавайи 5-O / Hawaii Five-O — Марти Слоан (в эпизоде Just Lucky, I Guess[англ.])
- 1969, 1971 — Смелые: Адвокаты[англ.] / The Bold Ones: The Lawyers — разные роли (в 2 эпизодах)
- 1970 — Мир Брэкена[англ.] / Bracken's World — Чарли Фредерикс (в эпизоде Hey, Gringo… Hey, Pocho)
- 1970—1971 — Смелые: Сенатор[англ.] / The Bold Ones: The Senator — губернатор Джордж Келлер (в 3 эпизодах)
- 1970 — Ночная галерея[англ.] / Night Gallery — Эйч. И. Приткин (в эпизоде They're Tearing Down Tim Riley's Bar)
- 1971 — Название игры[англ.] / The Name of the Game — странствующий торговец (в эпизоде The Savage Eye[англ.])
- 1971 — О’Хара — достояние Америки[англ.] / O'Hara, U.S. Treasury — Томас Дж. Голт (в эпизоде Operation: Bribery)
- 1972 — Новобранцы[англ.] / The Rookies — Говард Прайс (в эпизоде Covenant with Death)
- 1972 — Все в семье / All in the Family — Джо Петерсон (в эпизоде The Locket[англ.])
- 1973—1976 — Шоу Боба Ньюхарта[англ.] / The Bob Newhart Show — Гаррисон-младший (в 3 эпизодах)
- 1974 — Полицейская история[англ.] / Police Story — Джордж Моррис (в 2 эпизодах)
- 1974 — Коломбо / Columbo — полковник Майехофф (в эпизоде Swan Song)
- 1974 — Коджак / Kojak — судья Филип Темплтон Мэки-старший (в эпизоде The Best Judge Money Can Buy[англ.])
- 1974 — Мак-Миллан и жена[англ.] / McMillan & Wife — Эндрю Брилл (в эпизоде Guilt by Association[англ.])
- 1974 — Ракеты Октября / The Missiles of October — Джордж Болл, заместитель государственного секретаря
- 1974, 1976 — Медицинский центр[англ.] / Medical Center — разные роли (в 2 эпизодах)
- 1975 — Великие выступления[англ.] / Great Performances — Джеймс Майо (в эпизоде Beyond the Horizon)
- 1975 — Новая оригинальная Чудо-женщина / The New Original Wonder Woman — генерал Фил Бланкеншип
- 1975 — Озарение[англ.] / Insight — Оззи (в эпизоде Seventeen Forever)
- 1977 — Вашингтон: За закрытыми дверями[англ.] / Washington: Behind Closed Doors — Беннетт Лоумен (в 2 эпизодах)
- 1977 — Сбор[англ.] / The Gathering — доктор Ходжес
- 1978 — Лу Грант / Lou Grant — Сид Лок (в эпизоде Sports)
- 1979 — Закулисье Белого дома[англ.] / Backstairs at the White House — сенатор Фолл (в 2 эпизодах)
- 1979 — Вегас[англ.] / Vegas — Оскар Дункан (в эпизоде Touch of Death[англ.])
- 1979 — МЭШ / M*A*S*H — генерал Бадд Хаггерти (в эпизоде Too Many Cooks)
- 1979 — Ниро Вульф[англ.] / Nero Wolfe — Лон Коэн
- 1979—1980 — Энджи[англ.] / Angie — Рэндэлл Бенсон (в 7 эпизодах)
- 1980, 1986 — Охотник Джон[англ.] / Trapper John, M.D. — разные роли (в 2 эпизодах[англ.])
- 1981 — Ниро Вульф[англ.] / Nero Wolfe — Райан О’Мэлли (в эпизоде Murder by the Book)
- 1981 — Даллас / Dallas — Линкольн Харгроув (в 2 эпизодах)
- 1982 — Диснейленд[англ.] / Disneyland — мистер Маллер (в эпизоде The Adventures of Pollyanna)
- 1982 — Рядовой Бенджамин[англ.] / Private Benjamin — генерал Норрис (в 2 эпизодах)
- 1982 — Семейные узы / Family Ties — Джейк Китон (в эпизоде I Never Killed for My Father)
- 1982—1983 — Медэксперт Куинси[англ.] / Quincy, M.E. — разные роли (в 2 эпизодах)
- 1983 — Путешественники![англ.] / Voyagers! — Гардинер Грин Хаббард (в эпизоде Barriers of Sound)
- 1983 — Династия / Dynasty — судья Генри Кендалл (в 3 эпизодах[англ.])
- 1983, 1985 — Бумажная погоня[англ.] / The Paper Chase — разные роли (в 2 эпизодах[англ.])
- 1984 — Факты из жизни[англ.] / The Facts of Life — Уорд Бомонт (в эпизоде All or Nothing)
- 1984 — Эмералд-Пойнт / Emerald Point N.A.S. — адмирал Джеймс Маркетт (в 2 эпизодах)
- 1986 — Кто здесь босс? / Who's the Boss? — Фрэнк Вионелли (в эпизоде Charmed Lives[англ.])
- 1986 — На склоне лет / As Summers Die — Огастас Томпкинс
- 1987 — Особенные школьные каникулы CBS[англ.] / CBS Schoolbreak Special — генерал Дэвид Норман (в эпизоде My Dissident Mom)
- 1987 — Уравнитель[англ.] / The Equalizer — Джек Рэттиган (в эпизоде Suspicion of Innocence)
- 1988 — Мэтлок / Matlock — Сэм Герард (в 2 эпизодах[англ.])
- 1989 — Розанна / Roseanne — Эл Гаррис (в 2 эпизодах[англ.])
- 1991 — Женаты… с детьми / Married… with Children — полковник Ван Пелт (в эпизоде Al Bundy, Shoe Dick)
- 1993 — Сайнфелд / Seinfeld — Фрэнк Костанца (в эпизоде The Handicap Spot[англ.])
- 1994 — Скорая помощь / ER — мистер Фрэнкс (в эпизоде Day One)
- 1996 — Прикосновение ангела / Touched by an Angel — Хорейс Уидденберг (в эпизоде The Journalist[англ.])